# UEFA Europa League 2023-2024 (qualificazioni)
La fase di qualificazione della UEFA Europa League 2023-2024 si è disputata tra l'8 e il 31 agosto 2023. Hanno partecipato a questa prima fase della competizione 28 club: 10 di essi si sono qualificati alla successiva fase a gironi, composta da 32 squadre.

## Date
| Turno       | Sorteggio                       | Andata           | Ritorno        |
| ----------- | ------------------------------- | ---------------- | -------------- |
| Terzo turno | 24 luglio 2023 (Nyon)           | 8-10 agosto 2023 | 17 agosto 2023 |
| Spareggi    | 7 agosto 2023, ore 13:00 (Nyon) | 24 agosto 2023   | 31 agosto 2023 |

## Squadre

### Terzo turno di qualificazione
Il terzo turno di qualificazione è suddiviso in due percorsi, per un totale di 20 squadre partecipanti:
- Percorso Campioni (10 squadre): le 10 perdenti del secondo turno Campioni di qualificazione UCL.
- Percorso Piazzate (4 squadre): 2 squadre qualificate a questo turno e le 2 perdenti del secondo turno Piazzate di qualificazione UCL.

Le 8 squadre vincitrici del terzo turno di qualificazione avanzano agli spareggi.
| Legenda                                                                         | Legenda | Legenda | Legenda |
| ------------------------------------------------------------------------------- | ------- | ------- | ------- |
| I club vincitori del terzo turno avanzano al turno di spareggi                  |         |         |         |
| I club sconfitti nel terzo turno accedono agli spareggi della Conference League |         |         |         |

| Squadre          | Coeff    |
| Campioni         | Campioni |
| ---------------- | -------- |
| Qarabağ          | 25.000   |
| Ludogorec        | 21.000   |
| Sheriff Tiraspol | 19.500   |
| BATĖ Borisov     | 15.000   |
| Astana           | 14.000   |
| Žalgiris         | 11.000   |
| HJK              | 11.000   |
| Zrinjski Mostar  | 8.500    |
| Breiðablik       | 6.000    |
| Häcken           | 4.750    |

| Squadre      | Coeff    |
| Piazzate     | Piazzate |
| ------------ | -------- |
| Slavia Praga | 52.000   |
| Olympiacos   | 39.000   |
| Genk         | 18.000   |
| Dnipro-1     | 8.000    |

### Spareggi
| Legenda                                                                             |
| ----------------------------------------------------------------------------------- |
| I club vincitori avanzano alla fase a gironi                                        |
| I club eliminati partecipano alla fase a gironi della UEFA Europa Conference League |

| Squadre              | Coeff  |
| Urna 1               | Urna 1 |
| -------------------- | ------ |
| Ajax                 | 89.000 |
| LASK                 | 36.000 |
| Union Saint-Gilloise | 19.000 |
| Zorja                | 16.000 |
| Aberdeen             | 8.000  |
| Čukarički            | 6.475  |

| Squadre           | Coeff  |
| Urna 2            | Urna 2 |
| ----------------- | ------ |
| Dinamo Zagabria   | 55.000 |
| Sparta Praga      | 14.000 |
| Slovan Bratislava | 24.500 |
| Olimpia Lubiana   | 9.000  |
| KÍ Klaksvík       | 8.000  |
| Arīs Limassol     | 4.895  |

| Squadre          | Coeff  |
| Urna 3           | Urna 3 |
| ---------------- | ------ |
| Qarabağ          | 25.000 |
| Ludogorec        | 21.000 |
| Sheriff Tiraspol | 19.500 |
| Zrinjski Mostar  | 8.500  |
| Häcken           | 4.750  |

| Squadre      | Coeff  |
| Urna 4       | Urna 4 |
| ------------ | ------ |
| Slavia Praga | 52.000 |
| Olympiacos   | 39.000 |
| Lugano       | 6.335  |

## Risultati

### Terzo turno

#### Sorteggio
Il sorteggio per il terzo turno di qualificazione si è svolto il 24 luglio 2023, ore 13:00 CEST.
Al terzo turno di qualificazione giocheranno un totale di 14 squadre. Saranno divisi in due percorsi:
- Campioni (10 squadre): 10 perdenti del secondo turno di qualificazione della UEFA Champions League 2023-2024 (Percorso campioni), la cui identità non era nota al momento del sorteggio.
- Piazzate (4 squadre): Le squadre, sono state divise in questo modo:
  - Teste di serie: 2 squadre entrano in questo turno.
  - Non teste di serie: 2 perdenti del secondo turno di qualificazione della UEFA Champions League 2023-2024 (Percorso piazzate), la cui identità non era nota al momento del sorteggio.

Non possono scontrarsi squadre della stessa federazione. La prima squadra estratta è la squadra che giocherà in casa la gara di andata.
| Qarabağ Ludogorec Sheriff Tiraspol BATĖ Borisov Astana Žalgiris HJK Zrinjski Mostar Breiðablik Häcken |

| Teste di serie          | Non teste di serie |
| ----------------------- | ------------------ |
| Slavia Praga Olympiacos | Genk Dnipro-1      |

#### Risultati
| Squadra 1        | Totale   | Squadra 2    | Andata   | Ritorno  |
| Campioni         | Campioni | Campioni     | Campioni | Campioni |
| ---------------- | -------- | ------------ | -------- | -------- |
| Žalgiris         | 1 - 8    | Häcken       | 1 - 3    | 0 - 5    |
| Qarabağ          | 4 - 2    | HJK          | 2 - 1    | 2 - 1    |
| Zrinjski Mostar  | 6 - 3    | Breiðablik   | 6 - 2    | 0 - 1    |
| Sheriff Tiraspol | 7 - 3    | BATĖ Borisov | 5 - 1    | 2 - 2    |
| Astana           | 3 - 6    | Ludogorec    | 2 - 1    | 1 - 5    |
| Piazzate         |          |              |          |          |
| Olympiacos       | 2 - 1    | Genk         | 1 - 0    | 1 - 1    |
| Slavia Praga     | 4 - 1    | Dnipro-1     | 3 - 0    | 1 - 1    |

##### Andata

###### Campioni
| Arbitro: | Horațiu Feșnic |

|                             |           |                    |
| Tomašević 40’ Marochkın 53’ | Marcatori | 34’ Sonko Sundberg |

| Arbitro: | Mykola Balakin |

|          |           |                             |
| Hnid 85’ | Marcatori | 38’, 48’ Hrstić 70’ Rygaard |

| Arbitro: | Roi Reinshreiber |

|                            |           |              |
| L. Andrade 55’ Juninho 85’ | Marcatori | 77’ Olusanya |

| Arbitro: | Mohammed Al-Hakim |

|                                                 |           |          |
| Ankeye 12’, 47’ Badolo 32’ Yansane 90+3’, 90+8’ | Marcatori | 50’ Bane |

| Arbitro: | Nicholas Walsh |

|                                                          |           |                               |
| Kiš 2’, 30’ Malekinušić 22’, 40’ Bilbija 33’ Ivančić 55’ | Marcatori | 64’ Lúðvíksson 74’ Eyjólfsson |

###### Piazzate
| Arbitro: | Lawrence Visser |

|                            |           |  |
| Schranz 5’, 37’ Wallem 81’ | Marcatori |  |

| Arbitro: | Glenn Nyberg |

|              |           |  |
| Fortounīs 1’ | Marcatori |  |

##### Ritorno

###### Campioni
| Arbitro: | Willy Delajod |

|              |           |                                  |
| Hostikka 10’ | Marcatori | 45+3’ (rig.) Bayramov 56’ Benzia |

| Arbitro: | António Nobre |

|                                                            |           |  |
| Hrstić 27’ Gustafson 56’ Sadiq 63’, 73’ (rig.) Sonko 90+2’ | Marcatori |  |

| Arbitro: | Anastasios Papapetrou |

|                        |           |  |
| Jakovljević 56’ (aut.) | Marcatori |  |

| Arbitro: | Tamás Bognár |

|                            |           |                                             |
| Kontsevoy 25’ Lapceŭ 90+4’ | Marcatori | 40’ (rig.) Ricardinho 45+2’ (rig.) Luvannor |

| Arbitro: | Anthony Taylor |

|                                                    |           |            |
| Tekpetey 25’, 50’ Piotrowski 47’, 58’ Despodov 67’ | Marcatori | 29’ Darboe |

###### Piazzate
| Arbitro: | Tobias Stieler |

|                    |           |                       |
| Pantsil 30’ (rig.) | Marcatori | 90+6’ Alexandropoulos |

| Arbitro: | Jesús Gil Manzano |

|                   |           |             |
| Rubchynskyi 45+1’ | Marcatori | 52’ Jurečka |

### Spareggi

#### Sorteggio
Il sorteggio si è tenuto il 7 agosto 2023, 13:00 CEST.
Un totale di 20 squadre giocheranno nel girone di spareggio. Le squadre saranno suddivise in quattro "gruppi prioritari":
- Priorità 1: 6 squadre che accedono direttamente a questo turno con il coefficiente federazione più alto.
- Priorità 2: 6 perdenti del terzo turno preliminare di UEFA Champions League 2023-2024 (Percorso Campioni), la cui identità non sarà nota al momento del sorteggio.
- Priorità 3: 5 vincitori del terzo turno di qualificazione (Percorso Campioni), la cui identità non sarà nota al momento del sorteggio.
- Priorità 4: la rimanente squadra che accede direttamente a questo turno e i 2 vincitori del terzo turno di qualificazione (Percorso Piazzate), la cui identità non sarà nota al momento del sorteggio.

La procedura del sorteggio sarà la seguente:
Tre squadre di priorità 1 verranno sorteggiate contro le tre squadre di priorità 4.

Le restanti tre squadre di priorità 1 verranno sorteggiate contro le squadre di priorità 3.

Le restanti due squadre di priorità 3 verranno sorteggiate contro le squadre di priorità 2.

Le restanti quattro squadre di priorità 2 vengono sorteggiate tra di loro.

Le squadre della stessa federazione non possono essere sorteggiate l'una contro l'altra, la squadra sorteggiata per prima gioca l'andata in casa.
| Priorità 1           | Coeff  | Priorità 2        | Coeff  | Priorità 3       | Coeff  | Priorità 4   | Coeff  |
| -------------------- | ------ | ----------------- | ------ | ---------------- | ------ | ------------ | ------ |
| Ajax                 | 89.000 | Arīs Limassol     | 4.895  | Häcken           | 4.750  | Lugano       | 6.335  |
| LASK                 | 36.000 | Slovan Bratislava | 24.500 | Qarabağ          | 25.000 | Olympiacos   | 39.000 |
| Union Saint-Gilloise | 19.000 | Dinamo Zagabria   | 55.000 | Zrinjski Mostar  | 8.500  | Slavia Praga | 52.000 |
| Zorja                | 16.000 | Olimpia Lubiana   | 9.000  | Sheriff Tiraspol | 19.500 |              |        |
| Aberdeen             | 8.000  | Sparta Praga      | 14.000 | Ludogorec        | 21.000 |              |        |
| Čukarički            | 6.475  | KÍ Klaksvík       | 8.000  |                  |        |              |        |

#### Risultati
| Squadra 1            | Totale | Squadra 2        | Andata | Ritorno |
| -------------------- | ------ | ---------------- | ------ | ------- |
| Slavia Praga         | 3 - 2  | Zorja            | 2 - 0  | 1 - 2   |
| Olympiacos           | 6 - 1  | Čukarički        | 3 - 1  | 3 - 0   |
| Union Saint-Gilloise | 3 - 0  | Lugano           | 2 - 0  | 1 - 0   |
| Ludogorec            | 2 - 4  | Ajax             | 1 - 4  | 1 - 0   |
| Häcken               | 5 - 3  | Aberdeen         | 2 - 2  | 3 - 1   |
| LASK                 | 3 - 2  | Zrinjski Mostar  | 2 - 1  | 1 - 1   |
| KÍ Klaksvík          | 2 - 3  | Sheriff Tiraspol | 1 - 1  | 1 - 2   |
| Olimpia Lubiana      | 1 - 3  | Qarabağ          | 0 - 2  | 1 - 1   |
| Slovan Bratislava    | 4 - 7  | Arīs Limassol    | 2 - 1  | 2 - 6   |
| Dinamo Zagabria      | 4 - 5  | Sparta Praga     | 3 - 1  | 1 - 4   |

##### Andata
| Arbitro: | Kristo Tohver |

|                           |           |  |
| Tijani 81’ Masopust 90+4’ | Marcatori |  |

| Arbitro: | Filip Glova |

|                              |           |                        |
| Layouni 36’ Sadiq 69’ (rig.) | Marcatori | 75’ Miovski 79’ Devlin |

| Arbitro: | Marco Guida |

|                                   |           |                   |
| Špikić 44’ Perić 59’ Ivanušec 61’ | Marcatori | 39’ (rig.) Krejčí |

| Arbitro: | Marco Di Bello |

|                   |           |                                 |
| Verdon 70’ (rig.) | Marcatori | 16’, 18’, 50’ Kudus 40’ Brobbey |

| Arbitro: | Georgi Kabakov |

|  |           |                        |
|  | Marcatori | 32’ Medina 44’ Andrade |

| Arbitro: | Enea Jorgji |

|                     |           |  |
| Eckert 8’ Terho 71’ | Marcatori |  |

| Arbitro: | William Collum |

|                       |           |               |
| Tolić 34’ Strelec 57’ | Marcatori | 73’ Mayambela |

| Arbitro: | Rade Obrenovič |

|              |           |                  |
| Da Silva 52’ | Marcatori | 73’ Ngom Mbekeli |

| Arbitro: | Orel Grinfeld |

|              |           |             |
| Žulj 4’, 12’ | Marcatori | 71’ Bilbija |

| Arbitro: | Donatas Rumšas |

|                                |           |                   |
| El Kaabi 3’, 40’ Fortounīs 16’ | Marcatori | 90+3’ Miladinović |

##### Ritorno
| Arbitro: | Alejandro Hernández Hernández |

|                     |           |           |
| Bayramov 24’ (rig.) | Marcatori | 36’ Pinto |

| Arbitro: | Jérôme Brisard |

|                            |           |             |
| Alefirenko 32’ Antyuch 41’ | Marcatori | 83’ Jurásek |

| Arbitro: | Halil Umut Meler |

|                                 |           |           |
| Luvannor 16’ (rig.) Zohouri 74’ | Marcatori | 34’ Kassi |

| Arbitro: | Erik Lambrechts |

|                                                         |           |                           |
| Gomis 21’, 45+7’, 51’ Szöke 24’ Mayambela 67’ Brown 72’ | Marcatori | 37’ Strelec 89’ Barseġyan |

| Arbitro: | Tobias Stieler |

|                                                 |           |              |
| Haraslín 2’ Sørensen 24’ Panák 67’ Olatunji 87’ | Marcatori | 71’ Baturina |

| Arbitro: | Danny Makkelie |

|  |           |                                    |
|  | Marcatori | 34’ Masouras 45+1’ Biel 53’ Retsos |

| Arbitro: | Ivan Kružliak |

|  |           |             |
|  | Marcatori | 62’ Tissera |

| Arbitro: | Harm Osmers |

|  |           |           |
|  | Marcatori | 7’ Eckert |

| Arbitro: | Daniel Siebert |

|                    |           |                                   |
| Miovski 56’ (rig.) | Marcatori | 14’, 41’ Sadiq 81’ (rig.) Layouni |

| Arbitro: | Tiago Martins |

|                    |           |             |
| Bilbija 38’ (rig.) | Marcatori | 52’ Jovičić |